# Dariusz Jackiewicz
Dariusz Jackiewicz (ur. 2 grudnia 1973 w Ostródzie) – polski piłkarz występujący na pozycji pomocnika.
Jackiewicz swoją karierę rozpoczął w Sokole Ostróda. Szybko jednak wyjechał na Śląsk, by reprezentować barwy Gwarka Zabrze. Na początku lat 90. piłkarz wyjechał do Niemiec. Przez krótki czas był reprezentantem SC Westfalia 04 Herne. Na wiosnę 1992 roku powrócił do Zabrza, lecz tym razem założył koszulkę znacznie bardziej utytułowanego Górnika. Rok później powrócił do swego pierwszego klubu, by zaraz potem przenieść się do Stomilu Olsztyn i wraz z tym klubem awansować do ekstraklasy. W kolejnym sezonie w olsztyńskich barwach zanotował 29 spotkań w I lidze, w których zdobył 2 bramki. W sezonie 1995/96 doszło do transferu Jackiewicza do Jezioraka Iława. Piłkarz występował w tym klubie tylko przez jeden sezon, gdyż już w roku 1996 przeniósł się do Amiki Wronki. W klubie tym występował przez 5 lat, z krótką przerwą gdy wypożyczony był do Odry Wodzisław Śląski. W śląskim klubie raz udało mu się trafić do bramki (rozegrał tam 12 meczów), natomiast w 112 meczach w barwach Amiki 16 razy pokonywał bramkarzy rywali. W czasie swych występów we Wronkach Jackiewicz trzykrotnie zdobył puchar kraju. Do tego dorobku dołożył również superpuchar Polski. W 2001 roku powrócił na krótki czas do Stomilu. Na wiosnę 2002 roku zawitał ponownie w Wielkopolsce, lecz tym razem w Dyskobolii Grodzisk Wielkopolski. W ciągu roku spędzonego w klubie z Grodziska strzelił 3 bramki. W 2003 roku wyjechał do Izraela. Tam występował w Bene Sachnin. Z klubem tym zdobył czwarty w swojej karierze puchar kraju. Jego pobyt w Izraelu trwał pełny sezon, po czym piłkarz powrócił do Polski, gdzie przywdział koszulkę Zagłębia Lubin (2004 rok). Po 6 latach gry na Dolnym Śląsku przeszedł do ŁKS-u Łódź. 30 lipca 2010 podpisał półroczną umowę z Jeziorakiem Iława.